# Jaroslav Šaroun
Jaroslav Šaroun (22. července 1943, Dobruška – 25. března 2021, Dobřichovice) byl český klavírista, skladatel, pedagog a dlouholetý člen České filharmonie.

## Hudební vzdělání
Jeho otec byl amatérským houslistou, který hrál také ve smyčcovém kvartetu se skladatelem Radimem Drejslem. Od osmi let hrál na klavír. Později mezi jeho pedagogy patřil Václav Drnec a na Pražské konzervatoři Taťána Kubáňová. Obor kompozice absolvoval u uznávaného skladatele Miloslava Kabeláče. Na hudební fakultě AMU pokračoval u Emila Hlobila a Václava Dobiáše.

## Působení a koncertní spolupráce
Po absolvování AMU nastoupil na presenční službu u AUS VN. Po tříletém působení u taneční složky souboru přešel na Pražskou konzervatoř, kde v hlavním úvazku setrval 12 let. Od roku 1966 korepetoval (do roku 1982 jako externista) v dirigentských třídách Akademie múzických umění v Praze u Bohumíra Lišky, Aloise Klímy, Václava Neumanna, Radomila Elišky, Josefa Kuchinky, Františka Vajnara, Tomáše Koutníka aj., později i na katedře zpěvu a operní režie. Následně na téže škole působil na oddělení klavírní spolupráce a v roce 1999 byl jmenován vysokoškolským profesorem. Spolupracoval s orchestry, zejména Symfonickým orchestrem hlavního města Prahy FOK a Symfonickým orchestrem Českého rozhlasu. Roku 1976 ho Václav Neumann přivedl do České filharmonie, kde se po roce 1990 stal jako hráč klávesových nástrojů řádným členem a působil zde do roku 2012 (celkem tedy 36 sezón). Pracoval tak jako hráč orchestru, sólista i korepetitor s mnoha dirigenty a nabyté zkušenosti mohl zúročit také v pedagogické práci.
Spolupracoval s mnohými instrumentalisty, především ale s pěvci (pravidelně nejčastěji s Bernardou Fink, René Fleming, Dagmar Peckovou a Mičijo Keiko). Byl pravidelným korepetitorem Mezinárodní pěvecké soutěže Antonína Dvořáka v Karlových Varech.
Jeho absolventská práce - Symfonie v podání orchestru FOK za řízení Zdeňka Košlera byla převzata Českým rozhlasem. Na Pražském jaru zazněla Světla (PKF za řízení Zbyňka Mülera), opět pak v roce 2006 na kongresu Mezinárodní astronomické unie (PKF s Jakubem Hrůšou). Český rozhlas nahrál jeho Sonátu pro violu a klavír (Lubomír Malý) a Písně na slova Torquata Tassa (zpěv Roman Janál). Nejznámější však byla hudba k vystoupení mužů na Spartakiádě 1980.
Ve svém volném čase se zabýval včelařstvím. Je po něm pojmenována planetka Šaroun (8557), kterou objevila jeho dcera Lenka Kotková z hvězdárny v Ondřejově 23. července 1995. Zemřel v noci 25. 3. 2021, příčinou byl covid-19.